# هيبوليت فونتين
هيبوليت فونتين (بالفرنسية: Hippolyte Fontaine)‏ هو مهندس وشخصية أعمال فرنسي، ولد في 12 أبريل 1833 في ديجون في فرنسا، وتوفي في 17 فبراير 1910 في هييريس في فرنسا.

## وصلات خارجية
- هيبوليت فونتين على موقع الموسوعة البريطانية (الإنجليزية)